# Léon Léopold d’Ursel
Léon Léopold Comte d’Ursel  (* 1867; † 1934) war ein belgischer Diplomat und Botschafter beim Heiligen Stuhl.

## Leben
Léon d’Ursel entstammte dem Adelsgeschlecht d’Ursel und war der Sohn von Herzog Joseph d’Ursel. Sein Bruder war Robert, der siebte Herzog von Ursel, (* 7. Januar 1873 – 16. April 1955). 1908 war Léon Léopold, Graf von Ursel, Botschaftsrat in Paris. 1913 beteiligte er sich mit seinem Onkel, Marie Henri Adrien Aymard, Graf von Ursel (* Mai 1849 in Brüssel) als Beauftragter in der Kakaobaumplantage Ursélia Secunda, einer Aktiengesellschaft in Mayombe, an der Berechnung der Schäden die durch die sogenannten  Kongogräuel verursacht worden waren.
Sein Cousin Prinz Ferdinand de Croÿ (1867–1958), war katholischer Priester und päpstlicher Diplomat.